# تور هنینگ
تور هنینگ (سوئدی: Thor Henning؛ ۱۳ سپتامبر ۱۸۹۴ – ۷ اکتبر ۱۹۶۷) شناگر اهل سوئد بود.
وی در مسابقات کشوری و بین‌المللی در مجموع برندهٔ ۳ مدال نقره، ۱ مدال برنز شده‌است.